# Biệt đội tiêm kích
Biệt đội tiêm kích (tiếng Hàn: 알투비: 리턴투베이스; Romaja: Altubi: Riteontu Be-iseu; tiếng Anh: R2B: Return to Base) là một phim điện ảnh hành động hàng không Hàn Quốc năm 2012. Rain, Shin Se-kyung và Yoo Jun-sang góp mặt với các vai diễn chính. Phim được đạo diễn bởi Kim Dong-won và là bản làm lại của bộ phim năm 1964 Red Scarf của Shin Sang-ok. Phim nói về một phi công tinh nhuệ lắm tài nhiều tật bị điều xuống một đơn vị máy bay tiêm kích. Phim ra mắt ngày 15 tháng 8 năm 2012.
Bộ phim là dự án diễn xuất cuối cùng của Rain, trước khi anh tham gia nghĩa vụ quân sự vào tháng Mười sau khi phim đóng máy vào tháng 9 năm 2011.
Phim còn được biết đến với các tên gọi khác là Black Eagle và Soar Into the Sun.

## Diễn viên
- Rain - Đại úy Jung Tae-yoon, cựu phi công Black Eagles bị điều về làm phi công F-15K thuộc Đơn vị tiêm kích 21
- Shin Se-kyung - Trung sĩ kỹ thuật Yoo Se-young, một thợ cơ khí của Đơn vị tiêm kích 21 & người Tae-Yoon thích.
- Yoo Jun-sang - Thiếu tá Lee Cheol-hee, cựu Top Gun Đơn vị tiêm kích 21
- Lee Ha-na - Đại úy Oh Yoo-jin, bạn cùng lớp Tae-yoon tại Học viện Không quân và là phụ lái của Cheol-hee
- Kim Sung-soo - Thiếu tá Park Dae-suh, tiền bối của Tae-yoon và bay tiên phong của Đơn vị tiêm kích 21
- Lee Jong-suk - Trung úy Ji Seok-hyun, phi công mới và là phụ lái của Tae-yoon
- Jung Kyung-ho - Đại úy Jo Tae-bong, phi công
- Jung Suk-won - Trung sĩ kỹ thuật Choi Min-ho, nhân viên cứu hộ cứu nạn
- Jo Sung-ha - Chuẩn tướng Choi Byeong-gil, chỉ huy Đơn vị tiêm kích 21
- Oh Dal-su - Thượng sĩ Min Dong-phil, trưởng đội bảo dưỡng Đơn vị tiêm kích 21

## Phát hành quốc tế
Trước khi bộ phi được công chiếu báo cáo cho thấy họ bán được cho 30 quốc gia bao gồm Thái Lan, Đài Loan, Ấn Độ, Indonesia, Malaysia, và các nước khác tại châu Á cũng như tại Anh, Pháp và Đức. Phim cũng được chiếu tại 13 thành phố tại Bắc Mỹ bắt đầu tại Los Angeles ngày 24 tháng Tám và tiếp tục tại San Diego, Seattle, Dallas, Atlanta, Washington DC, Philadelphia, New Jersey, New York, Honolulu, Toronto và Vancouver ở Canada; kết thúc tại Chicago ngày 31 tháng Tám.